# Ратишевина
Ратишевина (на сръбски: Ратишевина) е село в Черна гора, разположено в община Херцег Нови. Населението му според преброяването през 2011 г. е 130 души, от тях: 76 (58,46 %) сърби, 33 (25,38 %) черногорци, 14 (10,76 %) неизвестни.

## Население
Численост на населението според преброяванията през годините:
- 1948 – 149 души
- 1953 – 149 души
- 1961 – 107 души
- 1971 – 100 души
- 1981 – 68 души
- 1991 – 49 души
- 2003 – 138 души
- 2011 – 130 души